# Fortificaciones de Heraclión
Las fortificaciones de Heraclión forman una serie de murallas defensivas y otras estructuras que rodean la ciudad de Heraclión en la isla de Creta (Grecia). Los primeros muros de la urbe datan de la Edad Media, pero en la época de la República de Venecia fueron completamente reconstruidos. Las fortificaciones lograron resistir el segundo asedio más largo de la historia durante veintiún años, antes de que la ciudad cayera en manos de los otomanos en 1669.
Las defensas de Heraclión la han convertido en una de las ciudades mejor fortificadas del Mediterráneo. Las murallas permanecen prácticamente intactas hasta la actualidad y se consideran una de las fortificaciones venecianas mejor conservadas de Europa.

## Historia

### Murallas bizantinas y árabes
El Imperio Bizantino erigió las primeras fortificaciones en lo que hoy es Heraclión. Los árabes capturaron la ciudad en 824 y entonces se convirtió en la capital del emirato de Creta. En esta época construyeron un muro de ladrillos sin cocer alrededor de la población y la rodearon con una zanja. La nueva capital pasó a ser conocida como Rabdh al-Khandaq («Castillo de las Trincheras»).
Mientras tanto, los bizantinos intentaron recuperar Creta de los árabes debido a su importancia estratégica. Después de varios intentos fallidos, el emperador Nicéforo II logró tomar la isla en 961. Las fortificaciones sarracenas fueron arrasadas y en su lugar se construyó un nuevo fuerte conocido como Rokka. Con el tiempo, el asentamiento creció y los bizantinos construyeron nuevas murallas en el lugar de los muros árabes. Aún se conservan algunos restos de las murallas bizantinas cerca del puerto de Heraclión.

### Murallas venecianas

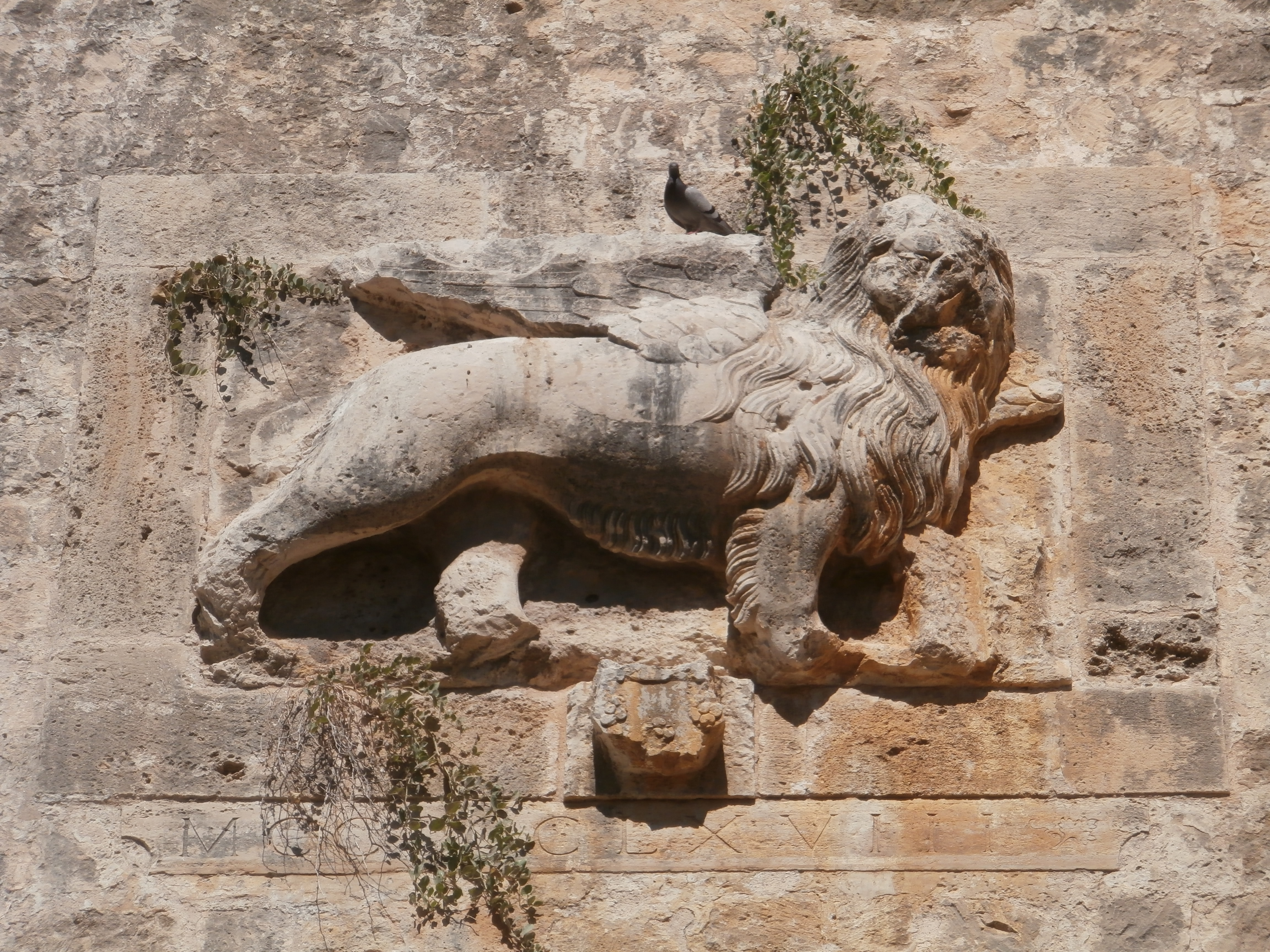
León de San Marcos en el bastión Martinengo.

A principios del siglo XIII, la entonces llamada Candía y el resto de Creta cayeron bajo el control de la República de Venecia. Inicialmente las murallas bizantinas permanecieron en uso y sufrieron varias modificaciones. Tras la caída de Constantinopla en 1453, el Imperio Otomano en expansión se convirtió en una gran amenaza para los venecianos. Debido a esta presión y al descubrimiento de pólvora, decidieron construir nuevas fortificaciones alrededor de Candía. Las obras comenzaron en 1462 y las murallas tardaron más de un siglo en construirse. Su estructura se basó en diseños de los arquitectos militares Michele Sanmicheli y Giulio Savorgnan. Con el paso de los años, las defensas se reforzaron con diversas nuevas obras exteriores, mientras que la Rocca al Mare (ahora conocida como Koules) se erigió para proteger la entrada del puerto.

### Dominio otomano e historia reciente
La quinta guerra otomano-veneciana estalló cuando la Armada otomana llegó a Creta el 23 de junio de 1645. En agosto, La Canea cayó en manos de los otomanos, mientras que la fortaleza de Rétino fue sometida en 1646. Sin embargo, la guarnición veneciana en la capital logró resistir durante veintiún años, y el sitio de Candía sigue siendo el segundo asedio más largo de la historia. La ciudad se rindió en 1669, y a los venecianos y a la mayor parte de la población se les permitió irse pacíficamente, lo que evitó que la urbe fuera saqueada. Después de ocupar Heraclión, los otomanos repararon y mantuvieron sus fortificaciones. Los bastiones recibieron nombres turcos, por ejemplo, el Bastión Martinengo pasó a llamarse Giouksek Tabia. También construyeron un pequeño fuerte conocido como «Pequeño Koules», en el lado terrestre cerca de su contraparte de mayor tamaño. Este fue demolido en 1936 mientras se modernizaba el área urbana.
Los bombardeos aéreos alemanes dañaron las murallas durante la batalla de Creta en la Segunda Guerra Mundial, que posteriormente fueron reparadas. Con el fin de la guerra, algunas de las obras exteriores desaparecieron para dar paso a edificios modernos, y también se llegaron a hacer sugerencias para demoler todas las murallas de la ciudad. Estos planes nunca prosperaron y los muros permanecen en gran parte intactos, estando entre las fortificaciones venecianas mejor conservadas de Europa.

## Descripción

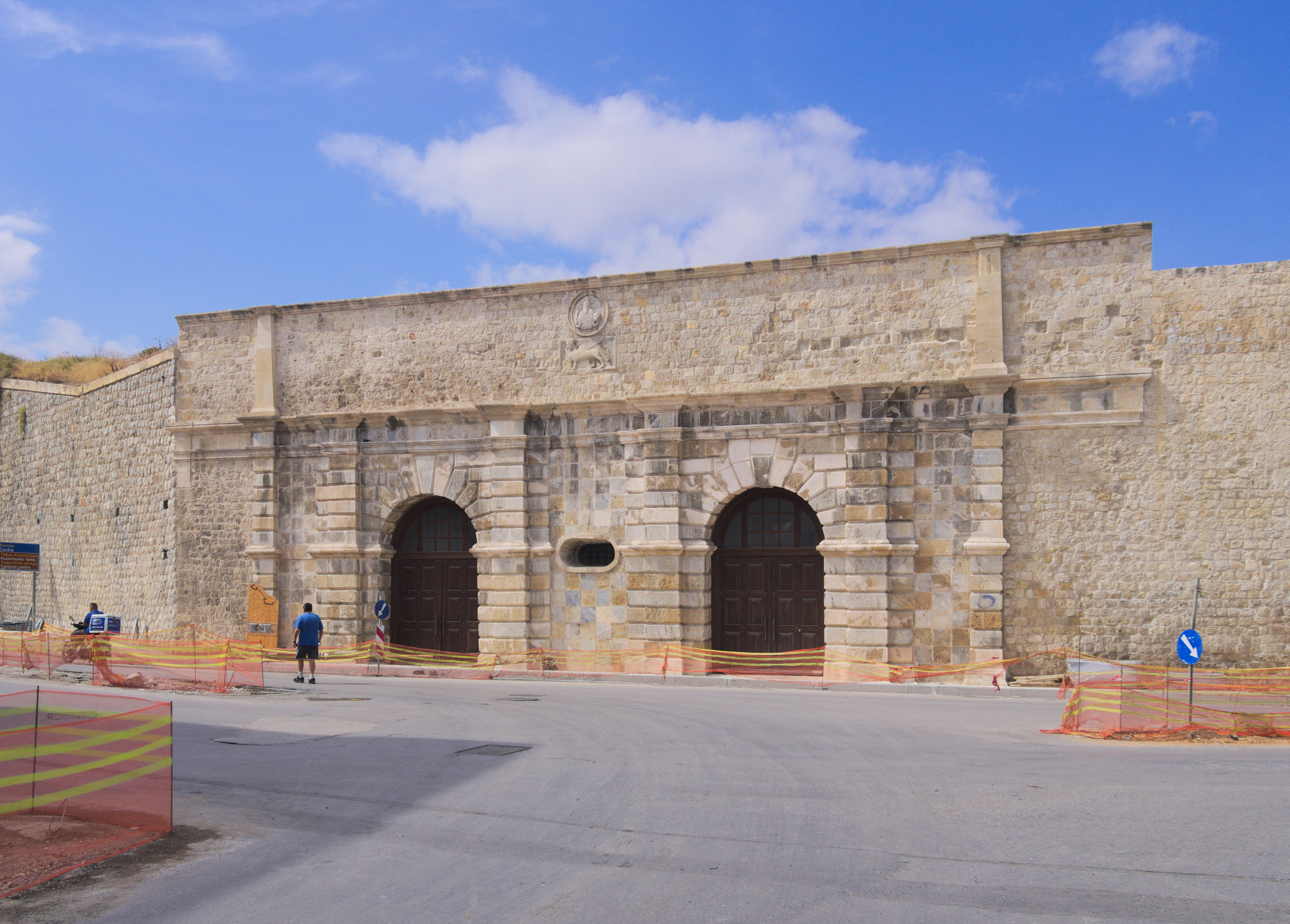
La puerta Pantokratoras.

La fortificación veneciana de Heraclión consiste en un recinto casi trianguar, cuyo frente terrestre conserva siete bastiones. En algunos de estos se construyeron caballeros y las murallas tenían cuatro puertas principales y tres militares. Todo el terreno estaba rodeado por una profunda zanja y varias obras exteriores, entre ellas varios revellines, tres hornabeques y un coronamento. El fuerte de San Demetrio, que constaba de un pequeño bastión y dos semibaluartes, se construyó en la colina al este de la ciudad.
En la actualidad, del recinto que daba al mar solo se conserva la llamada fortaleza Koules. El frente terrestre está intacto, pero las obras exteriores y el fuerte de San Demetrio han sido destruidos. Dos de las cuatro puertas principales se han preservado.